# Musen og dansepigen
|  | Denne artikel er oprettet af botten PalnaBot ud fra en ekstern database. Den kan derfor have sproglige fejl eller mangler. Denne skabelon kan fjernes efter kontrol af indholdet. |

Musen og dansepigen er en børnefilm fra 1988 instrueret af Irene Werner Stage efter manuskript af Irene Werner Stage.

## Handling
En lille mus er vildt betaget af en dansepige, som bare er mere begejstret for tigre. Men musen giver ikke op så let - for selv om man er lidt dum, overvindes vanskelighederne, når man holder fast i det, man føler.